# Битва при Нев-Шапель

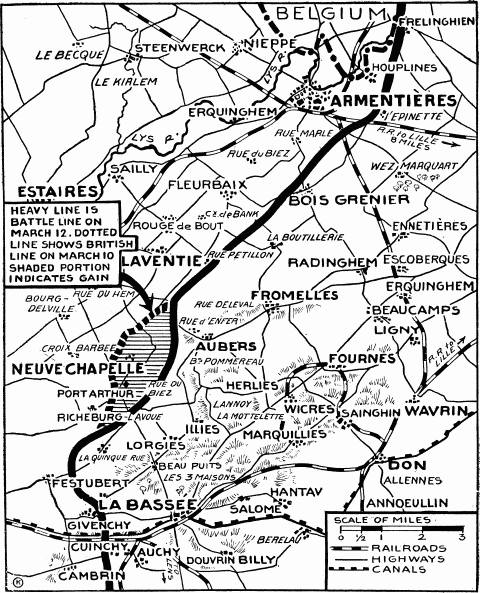
Карта битви при Нев-Шапель. 1915

Битва при Нев-Шапель (англ. Battle of Neuve Chapelle та нім. Schlacht von Neuve-Chapelle; 10—13 березня 1915) — наступальна операція військ 1-ї британської армії генерала Дугласа Гейґа проти німецької армії на Західного фронту. Операція, що замислювалася як прорив німецької оборони у французькому регіоні Артуа та створення умов для подальшого наступу союзних армій у загальному напрямку на Лілль, мала лише частковий успіх. Британцям вдалося здолати перші рубежі оборони кайзерівських військ, але через брак боєприпасів, у першу чергу артилерійських, відсутність резервів, неузгодженість дій з французькими військами призвели до припинення наступу, після чого Британські експедиційні сили перейшли на захоплених рубежах до оборони.

## Історія
10 березня 1915 року біля села Нев-Шапель на півночі Франції, неподалік від кордону з Бельгією, британська армія здійснила спробу прорвати німецький фронт. У разі успіху передбачалося продовжити наступ на великий промисловий центр Лілль, зайнятий німцями в жовтні 1914 року. До проведення операції залучалися IV (7-ма і 8-ма піхотні дивізії) і Індійський (Лахорська і Мератхська дивізії) корпуси британської армії. На ділянці прориву їм протистояв 7-й (Вестфальський) корпус німців, що включав 13-ту і 14-ту піхотні дивізії.
О 7:30 ранку на фронті шириною в 3 кілометри з артилерійської підготовки близько 500 гармат розпочався наступ британських військ. О 8:05, коли німецькі дротяні загородження були буквально змішані із землею, англійські й індійські піхотинці перейшли в атаку. У ході запеклого бою до 10 години були захоплені перші лінії траншей на ділянці шириною близько півтора кілометри, через 4 години був захоплений Нев-Шапель. Але на цьому успішне просування атакуючих вперед і завершилося. Невдачею закінчилася і поспішна спроба британського командування ввести кавалерійську бригаду в «прорив», який нібито утворився в обороні кайзерівських військ.
Вже 12 березня німці спробували відбити втрачені позиції, але їхня контратака захлинулася під потужним артилерійським вогнем противника, що відразу перейшов до закріплення на захоплених рубежах. Утім, британці при відбитті контратаки витратили усі запаси снарядів, які планувалося використовувати для подальшого просування вперед, і отже наступальні дії при Нев-Шапель припинилися з обох сторін. Бій, в якому британці і індуси втратили понад 11 тисяч осіб, а німці — близько 10 тисяч, у стратегічному відношенні закінчилося нічим. Війська Антанти відбили і утримали 2 квадратних кілометри французької землі, а Лілль був звільнений союзниками тільки у жовтні 1918 року.